# Етет (Вайомінг)
Етет (англ. Ethete) — переписна місцевість (CDP) в США, в окрузі Фремонт штату Вайомінг. Населення — 1393 особи (2020).

## Географія
Етет розташований за координатами 43°0′3″ пн. ш. 108°43′23″ зх. д. / 43.00083° пн. ш. 108.72306° зх. д. (43.000831, -108.723027).  За даними Бюро перепису населення США в 2010 році переписна місцевість мала площу 84,20 км², уся площа — суходіл.

## Демографія
Згідно з переписом 2010 року, у переписній місцевості мешкали 1553 особи в 354 домогосподарствах у складі 308 родин. Густота населення становила 18 осіб/км².  Було 391 помешкання (5/км²).
Расовий склад населення:
| - 93,7 % — корінних американців - 4,5 % — білих - 0,1 % — чорних або афроамериканців - 0,1 % — азіатів |

До двох чи більше рас належало 1,4 %. Частка іспаномовних становила 2,6 % від усіх жителів.
За віковим діапазоном населення розподілялося таким чином: 39,6 % — особи молодші 18 років, 54,5 % — особи у віці 18—64 років, 5,9 % — особи у віці 65 років та старші. Медіана віку мешканця становила 24,2 року. На 100 осіб жіночої статі у переписній місцевості припадало 92,7 чоловіків;  на 100 жінок у віці від 18 років та старших — 90,3 чоловіків також старших 18 років.
Середній дохід на одне домашнє господарство  становив 63 031 долар США (медіана — 55 208), а середній дохід на одну сім'ю — 63 896 доларів (медіана — 57 917). Медіана доходів становила 30 795 доларів для чоловіків та 32 135 доларів для жінок. За межею бідності перебувало 19,0 % осіб, у тому числі 23,1 % дітей у віці до 18 років та 5,5 % осіб у віці 65 років та старших.
Цивільне працевлаштоване населення становило 569 осіб. Основні галузі зайнятості: освіта, охорона здоров'я та соціальна допомога — 32,0 %, мистецтво, розваги та відпочинок — 23,6 %, публічна адміністрація — 17,8 %.